# ¡Gloria a Ucrania!

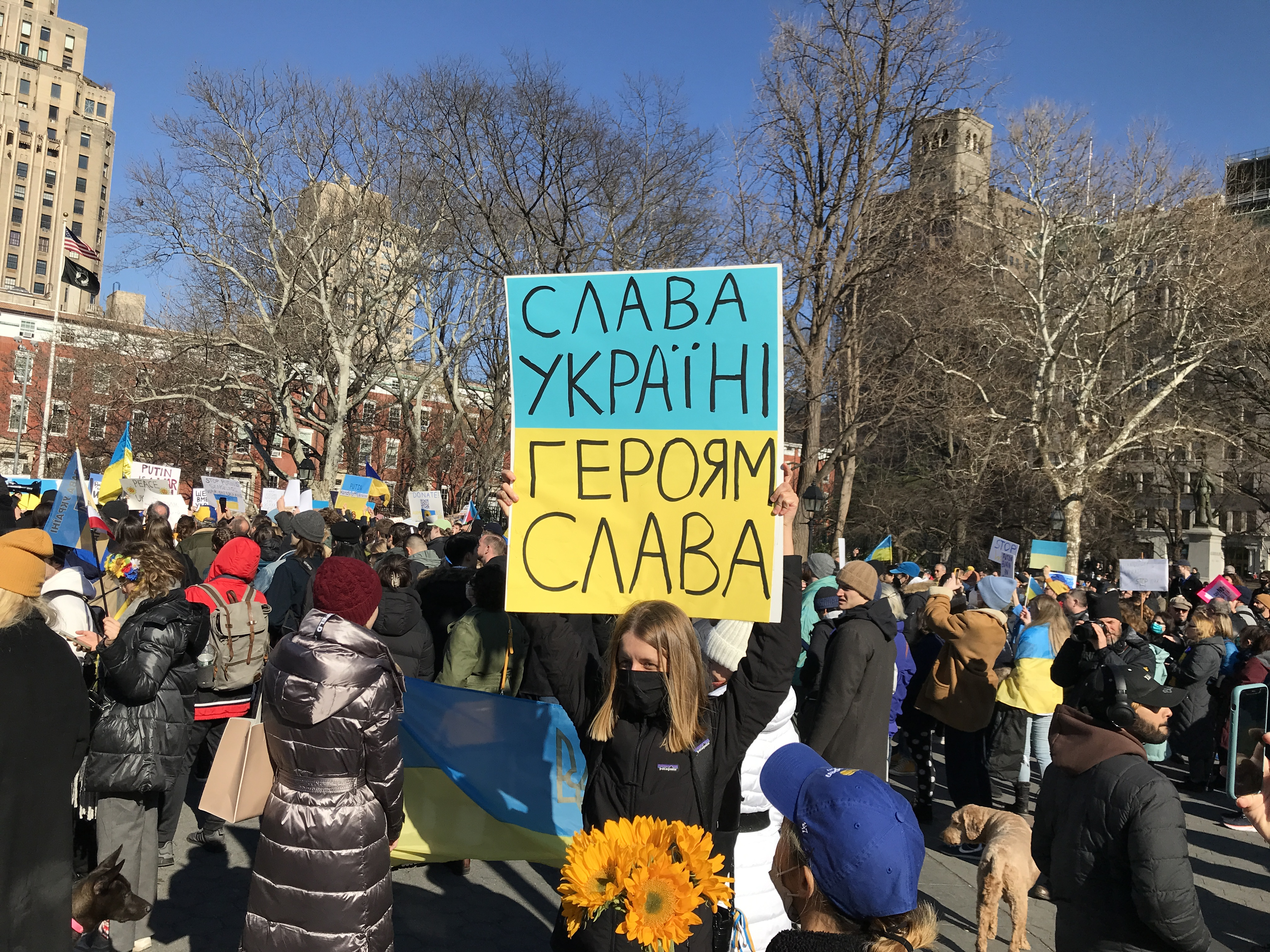
Una manifestante en Nueva York sostiene una pancarta que dice «¡Gloria a Ucrania!, ¡Gloria a los héroes!», tras la invasión rusa de Ucrania, 27 de febrero de 2022.

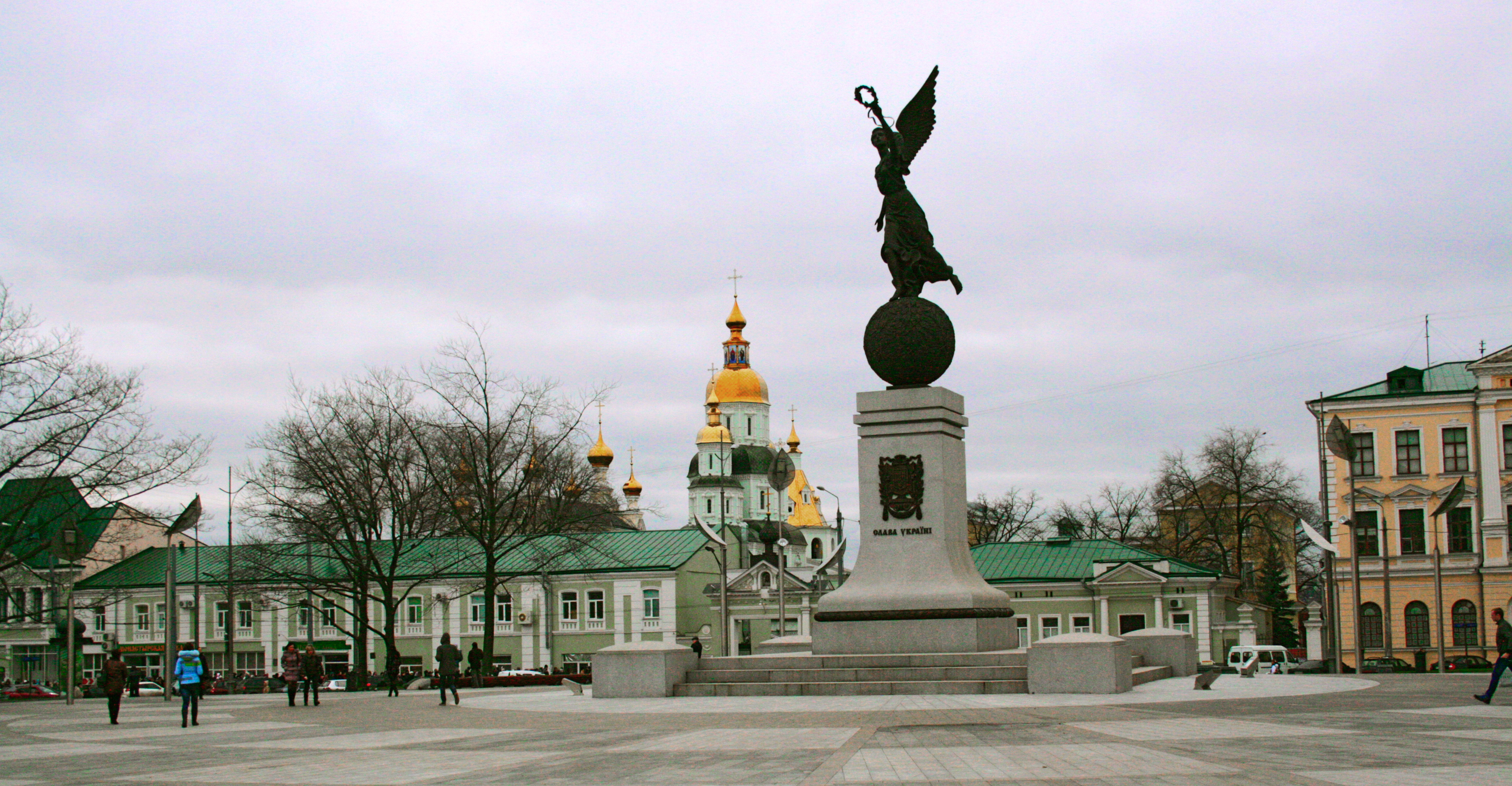
Monumento a la Independencia en Járkov. En él hay una placa en la que se lee el eslogan "Slava Ukrayini!".

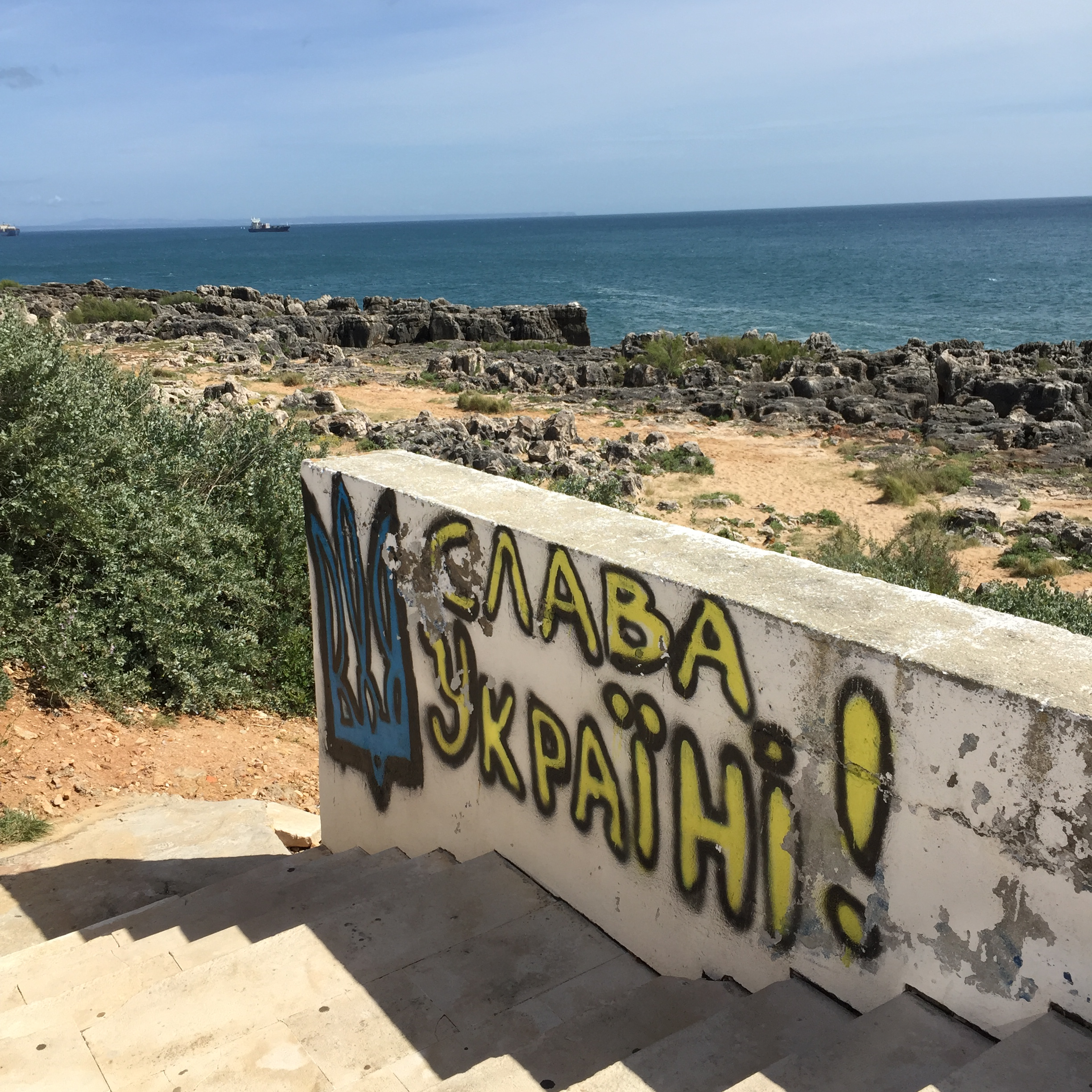
Grafiti en Lisboa representando el Trýzub, el escudo de Ucrania.

¡Gloria a Ucrania!, ¡Gloria a los héroes! (en ucraniano: Слава Україні! Героям слава!, romanizado: Slava Ukrayini! Heróyam slava!) es un lema nacional ucraniano. Se suele enunciar en forma de saludo y respuesta, de manera que una persona saluda con «¡Gloria a Ucrania!» y la otra responde con «¡Gloria a los héroes!».
La expresión surgió a principios del siglo xx con diversas variaciones, y se popularizó durante la guerra de independencia de Ucrania (1917-1921). En los años treinta, fue utilizada por una variedad de grupos nacionalistas ucranianos, en particular, la Organización de Nacionalistas Ucranianos (OUN-B) de Stepán Bandera y el Ejército Insurgente Ucraniano (UPA), y posteriormente por la diáspora ucraniana y los grupos de refugiados en el bloque occidental durante la guerra fría. La Unión Soviética prohibió el uso de este lema.
El lema resurgió en Ucrania durante la lucha del país por su independencia en relación con la caída de la Unión Soviética, y de nuevo durante la revolución del Euromaidán, así como durante la guerra ruso-ucraniana desde 2014.
La frase adquirió notoriedad internacional durante la invasión rusa de Ucrania de 2022 y ha sido utilizada en manifestaciones de apoyo a Ucrania en todo el mundo. 

## Historia

### Origen
La frase «gloria a Ucrania» fue empleada al menos desde los tiempos del célebre poeta patriótico ucraniano Tarás Shevchenko. En su poema A Osnovianenko («До Основ'яненка», 1840, en la versión de 1860), Shevchenko escribió:

Наша дума, наша пісня

Не вмре, не загине...

От де, люде, наша слава,

Слава України!
Nuestra idea, nuestro canto

no morirá, no perecerá...

Allí está, pueblo, nuestra gloria,

¡gloria a Ucrania!

La primera mención del lema «¡Gloria a Ucrania!» con la réplica «¡Gloria por toda la tierra!» está asociada a la comunidad estudiantil de Járkov de entre finales del siglo xix y principios del siglo xx.

### sigloXX
La historiografía señala el nacimiento de la frase dentro del regimiento de caballería de los zapórogos negros (cosacos negros), una formación del ejército popular ucraniano, que funcionó durante los años 1918 – 1920. Aunque en ese entonces, el saludo variaba en su respuesta: “Gloria a los Cosacos” - “Козакам слава!- También existen indicios que una frase parecida fue utilizada en los tiempos del segundo Hetmanato de Pavló Skoropadski, con esta fórmula: “¡Gloria a Ucrania! – ¡Gloria al Hetman"! - “Слава Україні! - Гетьману слава!”.[cita requerida]
Específicamente el 24 de septiembre de 1920, en el poblado de Medvédivtsi, situado en la óblast de Cherkasy se llevó a cabo una reunión de Hétmanes cosacos del Jolodny Yar, durante la Rebelión de Koliívschyna en la que tomaron parte los comandos de la División de las Estepas y grupos armados de otras regiones. En esta reunión fue elegido el Hetman Kostya Pestushko. La División de las estepas, con entre 12 y 18 mil combatientes, regó la frase "¡Gloria a Ucrania! - Slava Ukrayini!" La respuesta en este entonces debía ser "Ukrayini Slava! - ¡A Ucrania la Gloria!"
Este eslogan fue utilizado también dentro de la religión, pues en la Ucrania católica, y en muchos otros países entre quienes profesaban esta confesión era normal escuchar esta expresión entre los feligreses: “Слава Ісусу Христу! - Слава навіки Богу”, que significa: “¡Gloria a Jesucristo! (Laudetur Iesus Christus) - ¡Gloria a Dios por siempre!
Según la historiadora Yana Prymachenko, la réplica «Heróyam slava» («Gloria a los héroes»), que es la que se emplea en la actualidad, ya estaba en uso en los años 1917-1921, durante la Guerra de independencia de Ucrania. En las memorias de Petro Dyachenko se cuenta que en una reunión de la Legión de Nacionalistas Ucranianos, la cual existió entre 1925 y 1929, Yuri Artyushenko propuso adoptar la consigna “¡Gloria a Ucrania!” — “¡Gloria a los cosacos!”. Esta propuesta fue aceptada tras ser modificada por “¡Gloria a Ucrania!” —“¡Gloria a los héroes!”. Esta se popularizó en los años treinta entre los miembros de la Organización de Nacionalistas Ucranianos (OUN, en sus siglas en ucraniano) y del Ejército Insurgente Ucraniano (UPA), que decidieron usar el lema para conmemorar a los veteranos de la guerra soviético-ucraniana de 1918-1921, incluido el líder de la OUN Yevguén Konovalets. En abril de 1941, la escisión filonazi OUN-B de Stepán Bandera adoptó como oficial el saludo «¡Gloria a Ucrania! ¡Gloria a los héroes!». Durante la Segunda Guerra Mundial, los nacionalistas ucranianos emplearon a menudo el lema junto con el saludo romano. Durante la misma época, la réplica «¡Gloria a los héroes!» también fue empleada por los cosacos de Kubán.

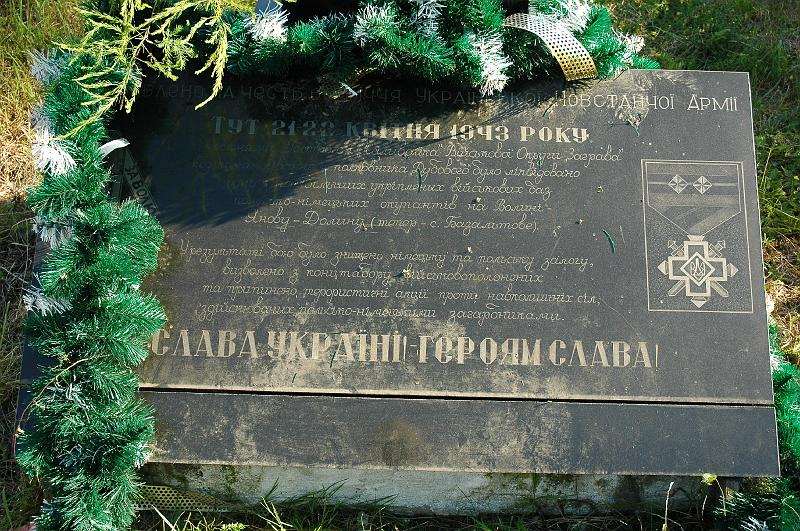
Leyenda "Slava Ukrayini! - Heróyam Slava!" en la placa conmemorativa de la Masacre de Yánova Dolina en la aldea homónima (ahora Bazáltove, óblast de Rivne)

### Independencia de Ucrania
El lema resurgió en Ucrania a finales de los años ochenta en diversas protestas y manifestaciones, y en los años que siguieron al referéndum de independencia de 1991. También fue utilizado por el presidente estadounidense Bill Clinton en 1995.

### SigloXXI
Ya siendo Ucrania un país independiente, se utilizó durante la Revolución Naranja de 2004, y luego desde fines del 2013 durante la revolución del Euromaidán y la primera fase de la guerra ruso-ucraniana.
En septiembre de 2014, tras dirigirse a una Asamblea del Congreso de Estados Unidos en Washington D. C., el presidente de Ucrania Petró Poroshenko cerró su discurso citando esta frase.
El 5 de febrero de 2018, el Gobierno de Ucrania introdujo la propuesta n.º 7549 a la Rada Suprema como consideración para establecer el lema «¡Gloria a Ucrania!» y su respuesta «¡Gloria a sus héroes!» como saludo oficial de las Fuerzas Armadas de Ucrania.
Durante la invasión rusa de Ucrania de 2022, ganó prominencia internacional como símbolo de resistencia. El compositor oficial de las Fuerzas Armadas Noruegas Marcus Paus le puso música, inspirándose libremente en el himno nacional ucraniano. El lema ha estado presente en manifestaciones en apoyo a Ucrania en todo el mundo, así como en discursos del presidente ucraniano Volodímir Zelenski y de líderes internacionales tales como Ursula von der Leyen, Boris Johnson, Nancy Pelosi, Mark Rutte, Andrej Plenković  y Jacinda Ardern.